# Favara (kommun i Spanien, Valencia, Província de València, lat 39,12, long -0,30)
Favara är en kommun i Spanien.   Den ligger i provinsen Província de València och regionen Valencia, i den östra delen av landet, 300 km sydost om huvudstaden Madrid. Antalet invånare är 2 456. Arean är 9,4 kvadratkilometer. Favara gränsar till Alzira, Cullera, Llaurí och Tavernes de la Valldigna. 
Terrängen i Favara är kuperad åt sydväst, men åt nordost är den platt.